# Cipaat
Cipaat is een bestuurslaag in het regentschap Indramayu van de provincie West-Java, Indonesië. Cipaat telt 6849 inwoners (volkstelling 2010).